# Le Pin-la-Garenne
Le Pin-la-Garenne ist eine französische Gemeinde mit 619 Einwohnern (Stand: 1. Januar 2022) im Département Orne in der Region Normandie (vor 2016 Basse-Normandie); sie gehört zum Arrondissement Mortagne-au-Perche und zum Kanton Mortagne-au-Perche. Die Einwohner werden Pinois genannt.

## Geographie
Die Gemeinde Le Pin-la-Garenne liegt im Regionalen Naturpark Perche, neun Kilometer südlich von Mortagne-au-Perche und etwa 26 Kilometer östlich von Alençon. Umgeben wird Le Pin-la-Garenne von den Nachbargemeinden Saint-Denis-sur-Huisne und Réveillon im Norden, Comblot im Nordosten, Mauves-sur-Huisne im Osten, Belforêt-en-Perche mit Eperrais im Süden, Bellavilliers im Südwesten und Süden sowie Saint-Jouin-de-Blavou im Westen und Nordwesten.

## Bevölkerungsentwicklung
| Jahr                       | 1962 | 1968 | 1975 | 1982 | 1990 | 1999 | 2011 | 2021 |
| -------------------------- | ---- | ---- | ---- | ---- | ---- | ---- | ---- | ---- |
| Einwohner                  | 587  | 570  | 510  | 597  | 620  | 639  | 724  | 626  |
| Quellen: Cassini und INSEE |      |      |      |      |      |      |      |      |

## Sehenswürdigkeiten
- Kirche Saint-Barthélemy aus dem 15. Jahrhundert
- Herrenhaus La Pellonière aus dem 15. Jahrhundert, Umbauten bis in das 17. Jahrhundert, Monument historique seit 1967
- Schloss La Courtinière
- Wasserturm

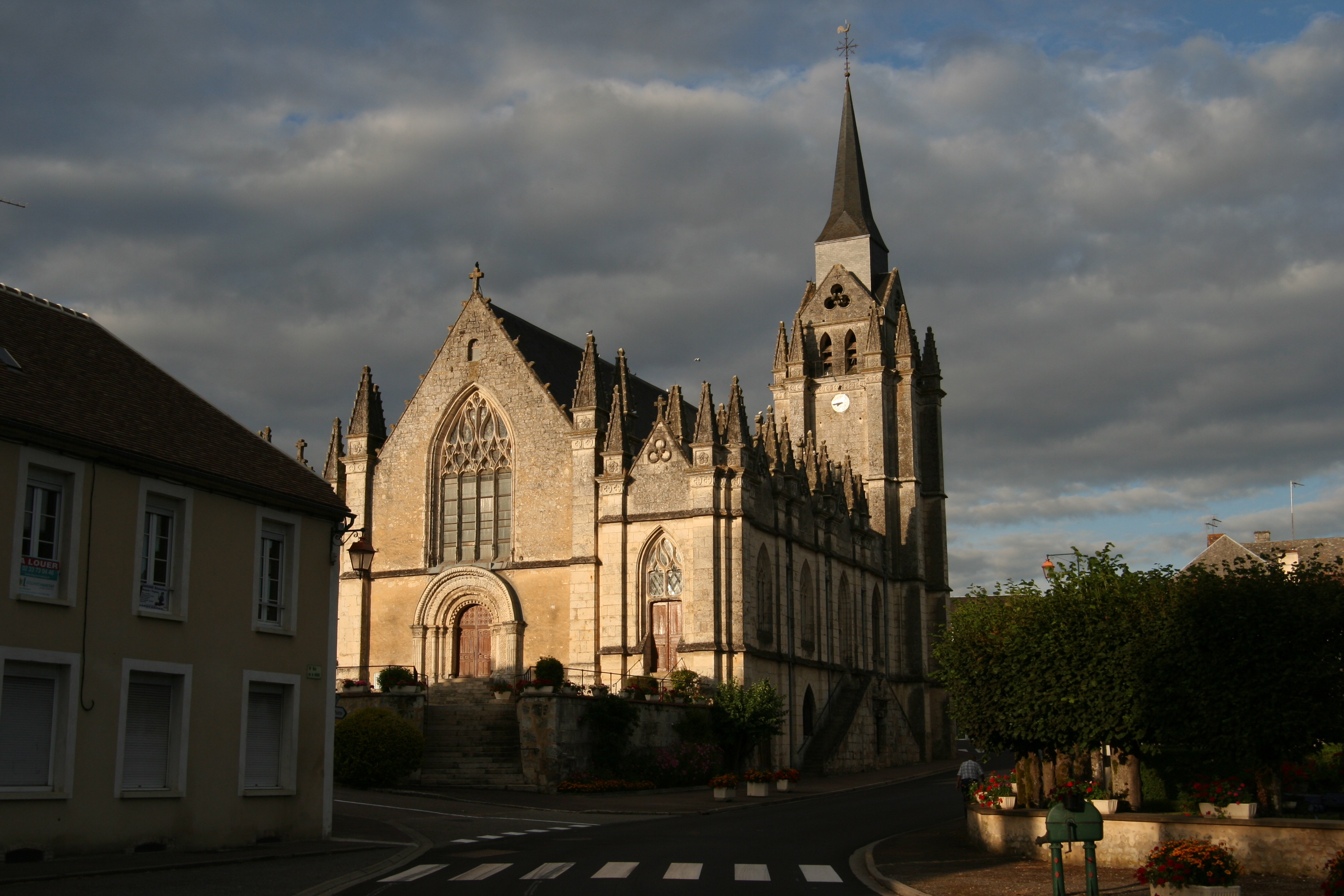
Kirche Saint-Barthélemy
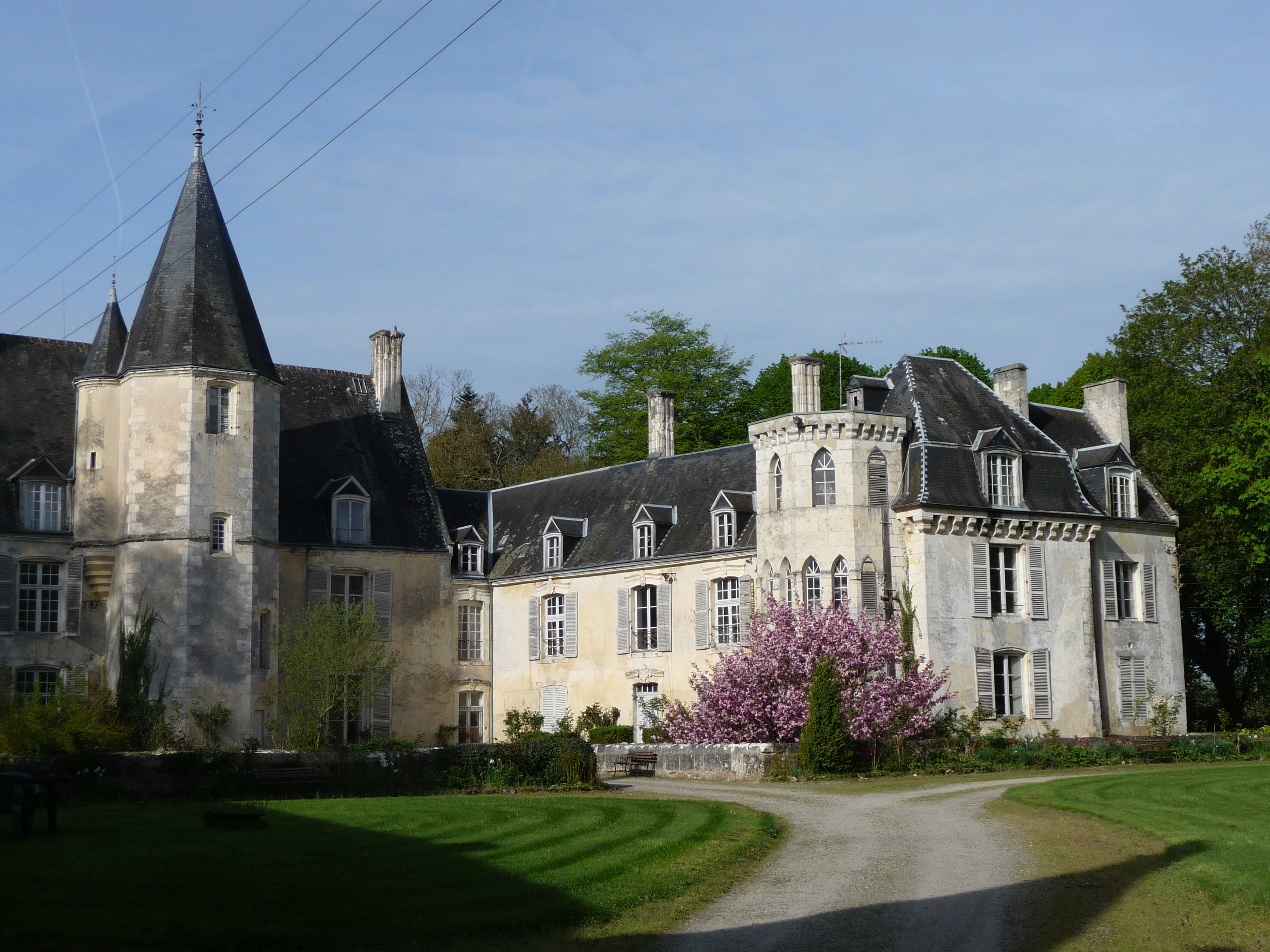
Herrenhaus La Pellonière